# Кожояди
Кожояди (Dermestidae) – семейство дребни (2-12 mm) бръмбари включващо над 700 вида. Имат овално тяло покрито с люспици или космици и обикновено бухалковидни антени излизащи от дълбоки ямки в преднегръба.
Хранят се предимно с материали от животински произход като кожа, кости, козина, коприна, вълна.  Някои видове включват в диетата си и материали с растителен произход – фураж, цветен прашец и др. В природата се срещат предимно върху цветове, изсъхнали животински трупове и в гнездата на бозайници, птици и социални ципокрили. Хранителните им навици определят много от тях като сериозни вредители по много от продуктите с растителен и животински произход в складове, фуражни заводи, мелници и домакинства. Срещат се често и в музеите където са напаст по музейните експонати, откъдето произлиза латинското и българското (калкирано) име на обикновения музейник – Anthrenus museorum.

## Подсемейства
- Attageninae
- Dermestinae
- Megatominae
- Orphilinae
- Thorictinae
- Trinodinae